# 因皮里爾 (內布拉斯加州)
因皮里爾（英語：Imperial）是一個位於美國內布拉斯加州蔡斯縣的城市。根據2010年美國人口普查，該地共人口2071人，而該地的面積約為7.85平方千米。同時該地也是蔡斯縣的縣治。

## 地理
因皮里爾的座標為42°31′06″N 101°38′33″W / 42.51833°N 101.64250°W，而該地的平均海拔高度為1001米（即3284英尺）。